# Коритна (село)
Кори́тна — село в Ярмолинецькій селищній громаді Хмельницького району Хмельницької області. Населення становить 437 осіб.

## Символіка

### Герб
У червоному полі зі срібною хвилястою базою зелене яблуко, що простромлене трьома срібними мечами з золотими руків'ями: вертикальний вістрям догори і два в перев'яз вістрям донизу. На яблуці золоте сонце з шістнадцятьма променями. Щит вписаний в золотий декоративний картуш і увінчаний золотою сільською короною. Унизу картуша напис «КОРИТНА».

### Прапор
Квадратне полотнище розділене горизонтально хвилясто у співвідношенні 5:1 на червону і білу смуги. В центрі верхньої смуги зелене яблуко, що трьома білими мечами з жовтими руків'ями: вертикальний вістрям догори і два в перев'яз вістрям донизу. На яблуці жовте сонце з шістнадцятьма променями.

### Пояснення символіки
Мечі і яблуко — герб Гербуртів, яким свого часу належало село; хвиляста база — річка Тростянець. На прапорі повторюються кольори і фігури герба.

## Галерея

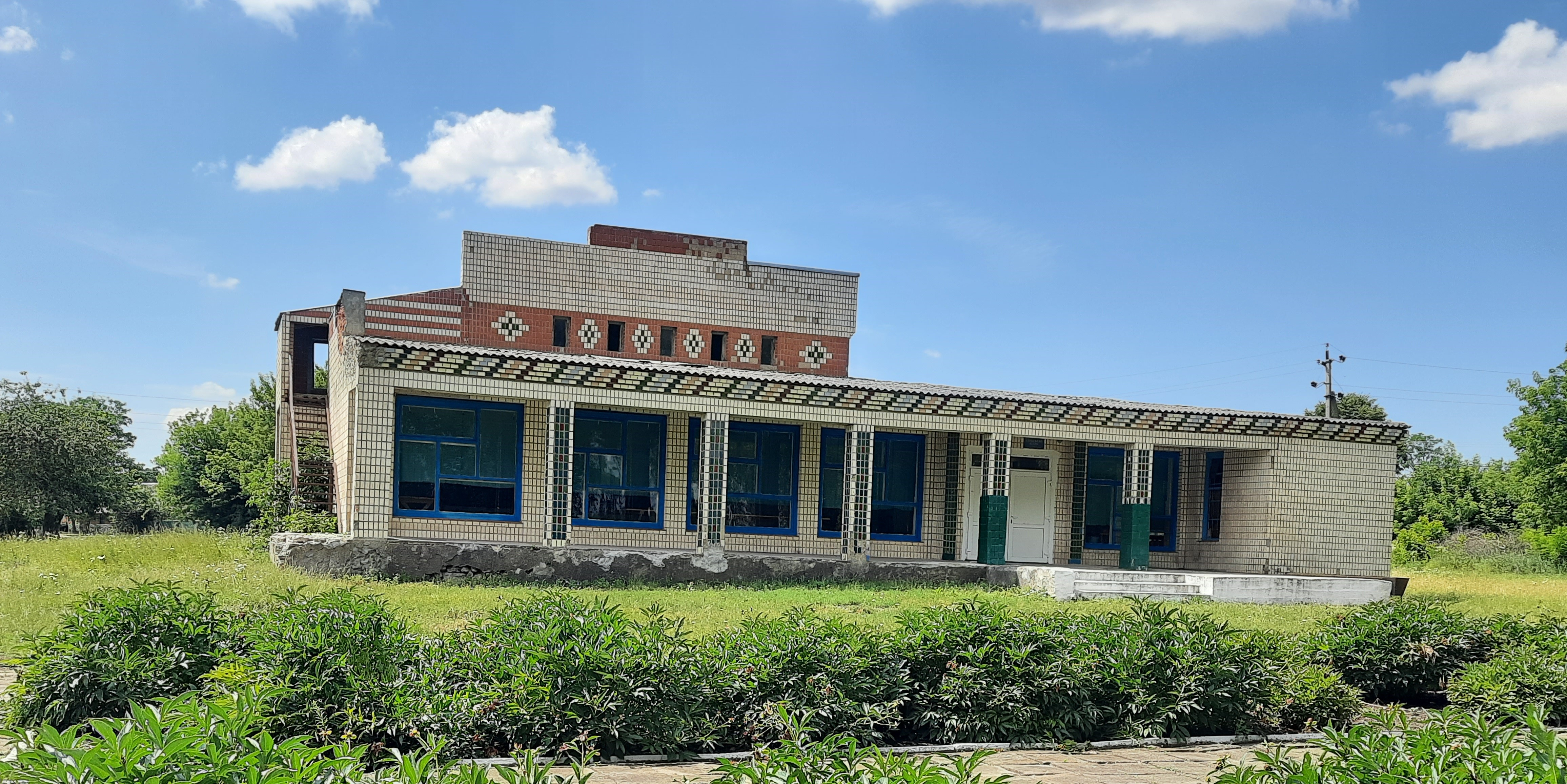
Будинок культури
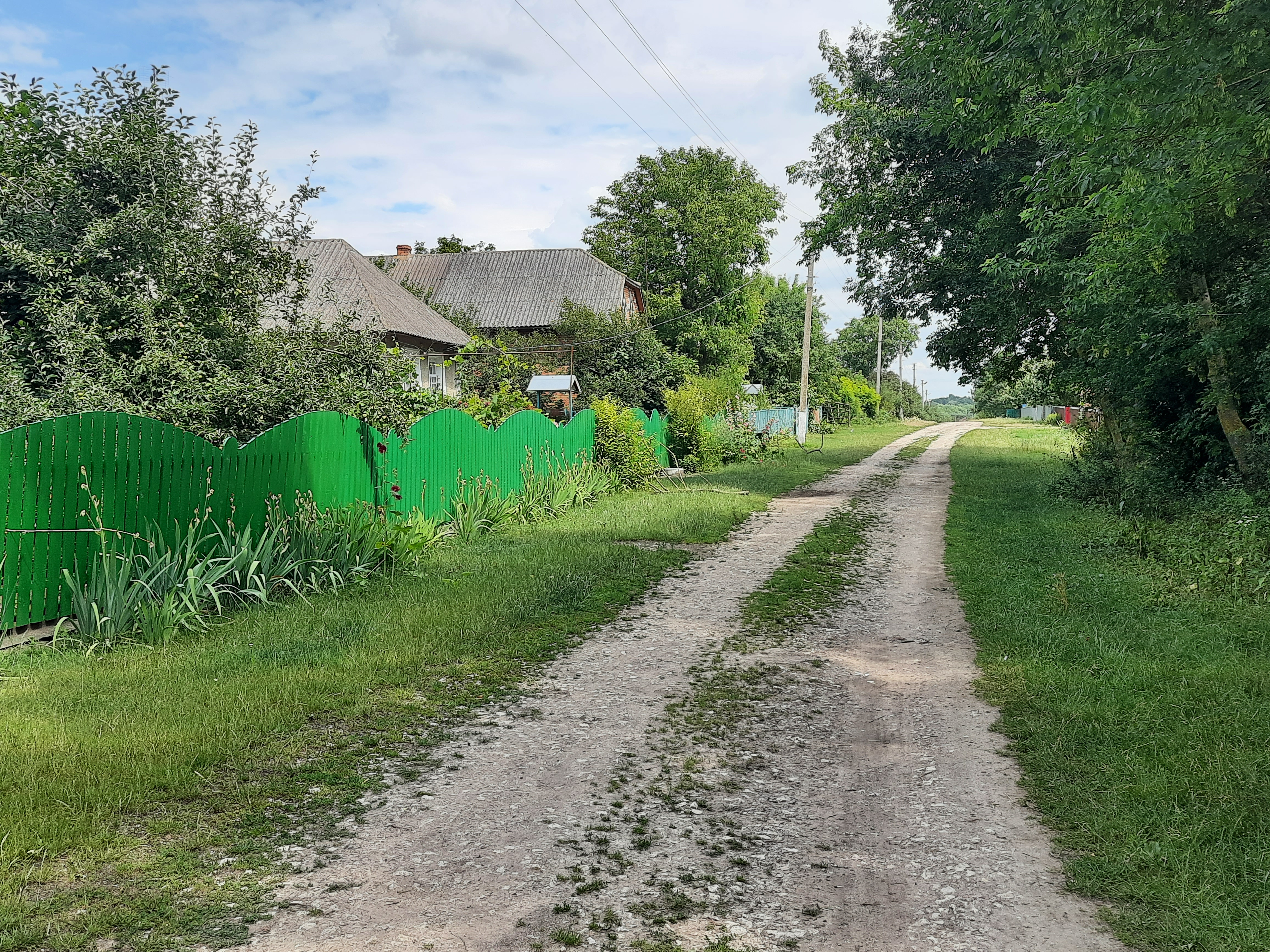
Сільська вулиця
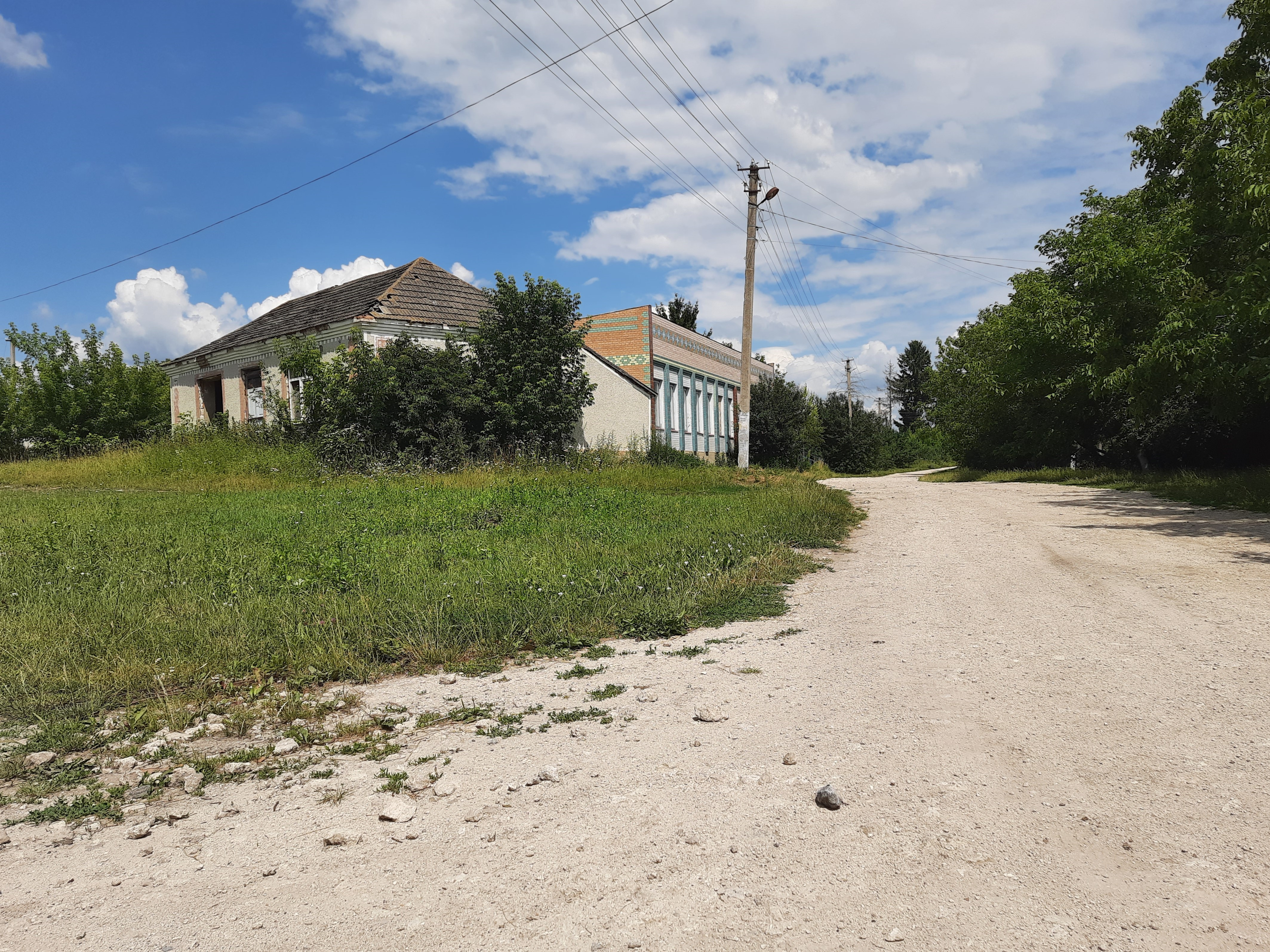
Сільський пейзаж
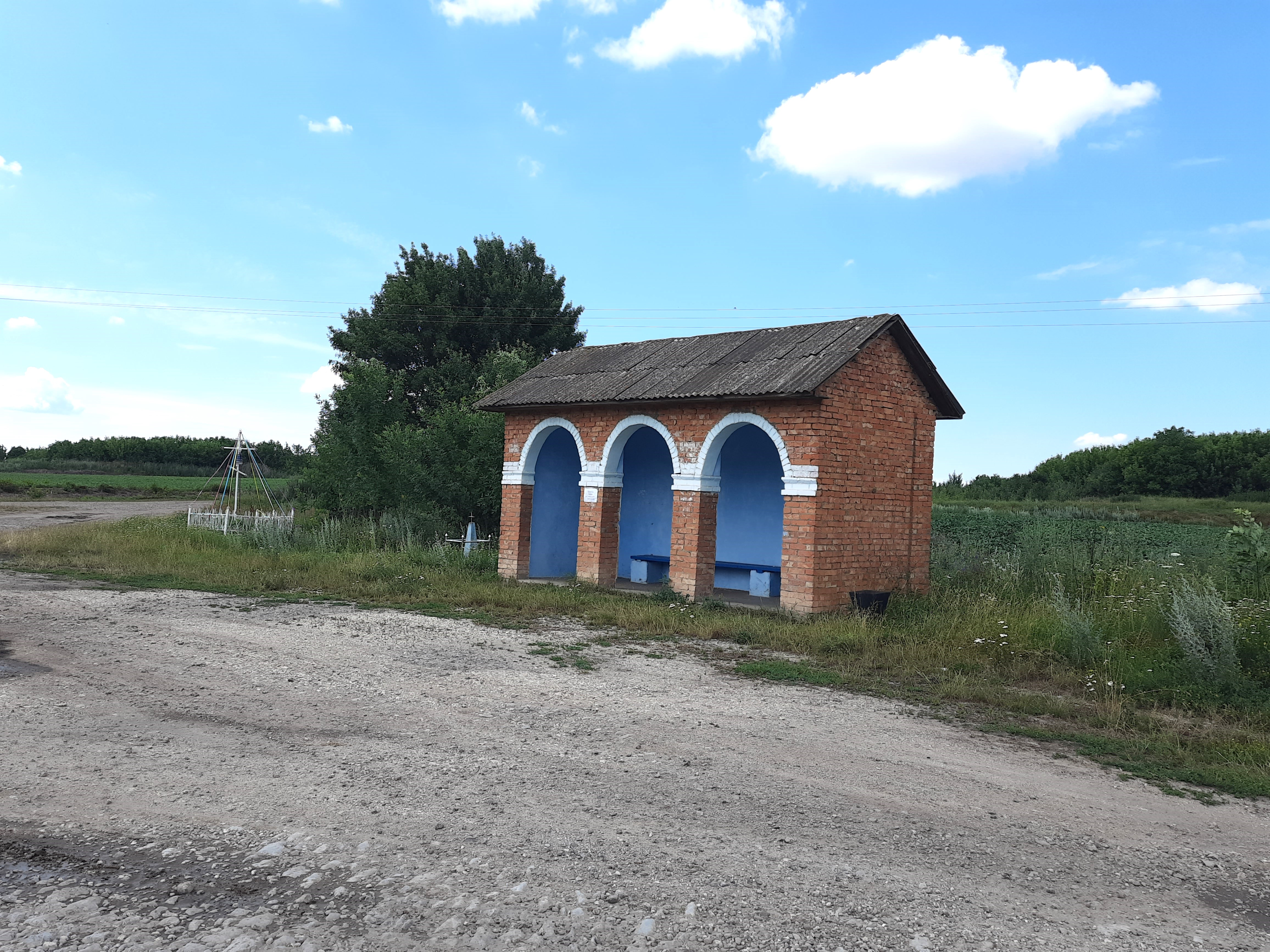
Автобусна зупинка